# Чорох
Чоро́х (Чору́х-Нехри, Чермелидере; тур. Çoruh nehri; арм. Ճորոխ, груз. ჭოროხი, Чорохи) — река в Турции (412 км) и Грузии (26 км). На реке расположены турецкие города — Артвин и Байбурт, центры одноимённых областей. Одна из главных рек исторической Армении.
Протекает между Лазистанским и Чорохским хребтами, впадает в Чёрное море около города Батуми. Воды реки используются для орошения. На реке построена ГЭС Юсуфели.
Река протекает по территории илов Байбурт, Эрзурум и Артвин в Турции, а также по территории Хелвачаурского муниципалитета Аджарии в Грузии.
Чорох — типичная горная река, популярна среди любителей рафтинга.

## Названия
В древности река была известна также как «Акампсис» (греч. Άκαμψις). Данное название было заимствовано греками от егров; данное название зафиксировано в древнеармянских источниках в форме «Акамсис». В древнеармянских текстах река в основном упоминалась под названием Вох (др.-арм. Վոհ).

Бассейн реки Чорох

Согласно Д. Гулия, название «Чорох» можно связывать с абхазским ҷрыхә — «серо-белый» (пестрый, полосатый, пегий), что указывает на пенистость реки.

## Бассейн реки в истории
Согласно востоковеду Н. Я. Марру, что вначале чаны занимали более обширную территорию, включая бассейн реки Чорох и ее притоки с правого берега, с которой они были затем вытеснены армянами и в конечном итоге грузинами.
Во второй половине I тыс. до н. э. население бассейна реки Чорох было арменизировано.

## Притоки
- Аджарисцкали
- Мачахлисцкали
- Бархал
- Олту
  - Тортум
  - Пенек